# 死水

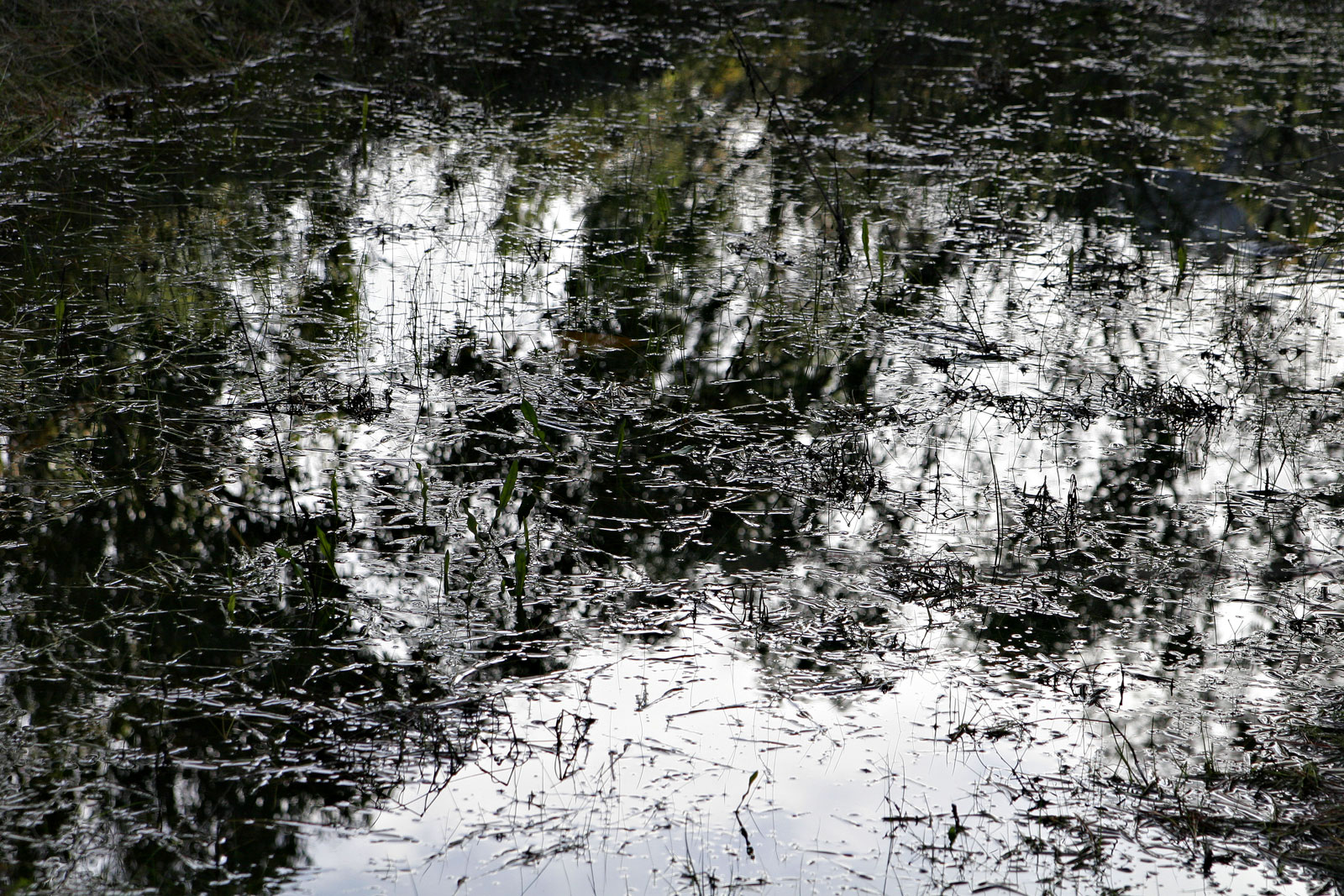
死水

死水又稱滞水，為不流動的水體，水體之所在地沒有流通的出入口。形成死水之地包括路邊的小凹地、花園中的泥濘，甚至人工製造的器皿皆能形成死水。嚴格來說，死海亦是死水的一種。
死水內之元素不能加添或去除，有機物就會沉積、腐爛，使水分敗壞。死水亦是蚊蟲的滋生地，某些國家，如新加坡，不清理家中的死水是違法的。
在中國成語中，人們以「一潭死水」或「一灘死水」來形容事情停滯不前的情況。